# Uniwersytet Ludowy Rzemiosła Artystycznego w Woli Sękowej

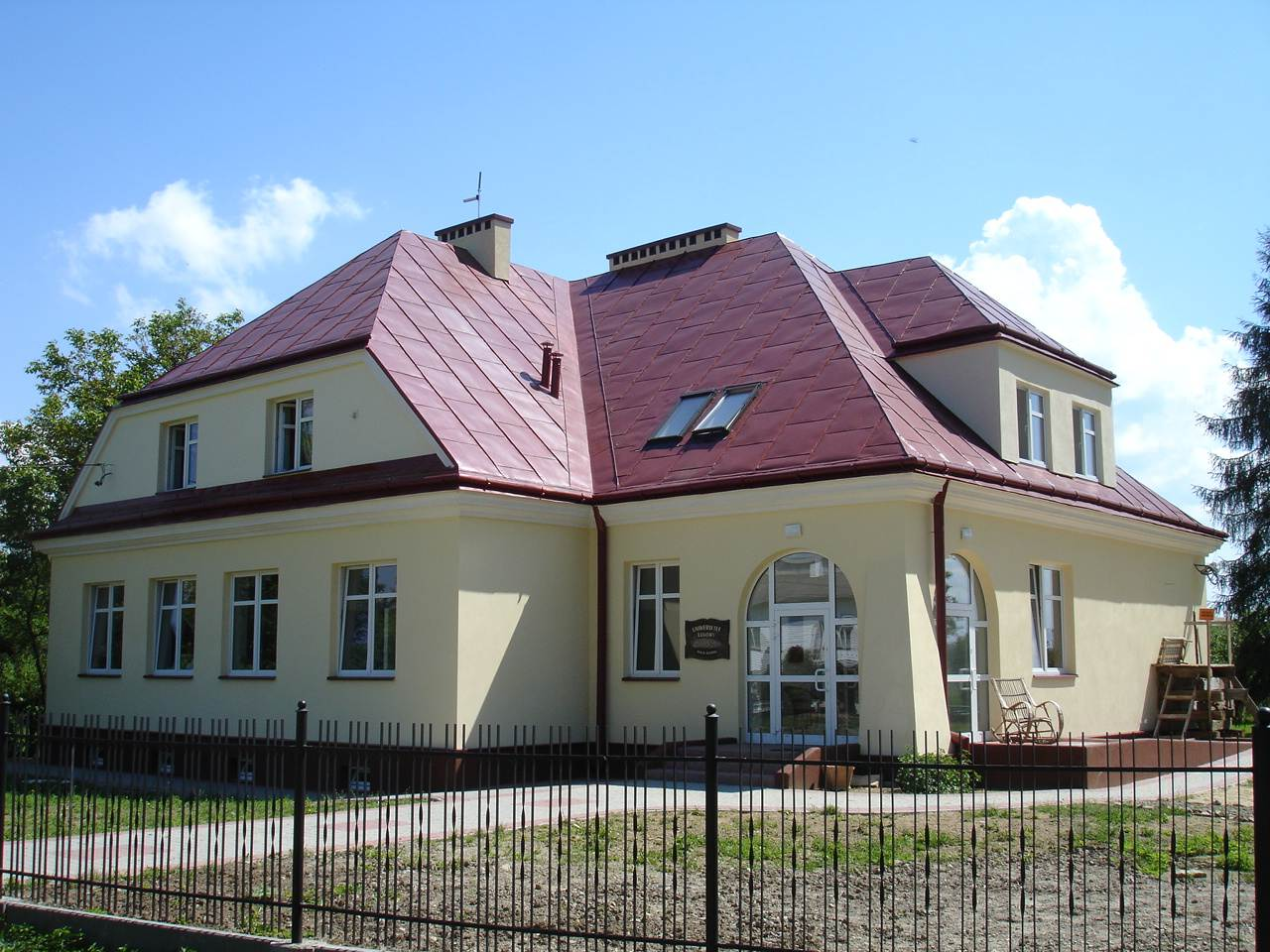
Uniwersytet Ludowy i galeria w Woli Sękowej

Uniwersytet Ludowy Rzemiosła Artystycznego w Woli Sękowej – stowarzyszenie pracy twórczej, którego jedną z najważniejszych form edukacji są kursy kwalifikacyjne o specjalności - rękodzieło artystyczne. Siedzibą uczelni jest Wola Sękowa.
Szkoła powstała w roku 1959 jako jedna z 12 powołanych wówczas placówek. Od roku 1995 szkoła działa na prawach stowarzyszenia. Do roku 2009 szkołę opuściło setki absolwentów i animatorów kultury. Wśród których znaleźli się m.in. Marcin Daniec, Stan Borys, Krzysztof Handke, Ivo Orlowski, Jan Kondrak oraz Piotr Woroniec. Do roku 2006 siedzibą uniwersytetu był pałac Ostaszewskich we Wzdowie.

## Wydarzenie plenerowe
- palenie Wierzbina, ceremonia inspirowana celtyckim obrzędem Wickermana (czerwiec)